# 朝雲新聞
朝雲（あさぐも）は、防衛省・自衛隊関連のニュースを主とする日本の新聞。朝雲新聞社が発行している。

## 概要
1952年6月、警察予備隊（現在の自衛隊）の機関紙として創刊。編集・制作を株式会社朝雲新聞社に委託、1962年3月に発行権が防衛庁共済組合（現・防衛省共済組合）から朝雲新聞社に譲渡され、以後、非政府・民間の発行による軍事問題の専門紙として今日に至っている。
発刊当初はタブロイド判で月2回発行だったが、間もなく旬刊となり、発刊翌年からはブランケット判で毎週木曜日に発行される週刊紙となった。「朝雲新聞」は通称で、媒体の正式な名称は「朝雲」である。警察予備隊総隊総監だった林敬三によって命名された。
発行部数は公称25万部。部外者も購読は可能だが、大半は防衛省共済組合を通じて自衛隊内で購読されていることから、防衛省・自衛隊の機関紙的な色彩が強い。紙面内容は防衛行政から自衛隊の訓練、行事、人事、装備、評論、隊員の所感文など多岐にわたる。特に災害派遣や防衛費、PKO、軍事関連の法制などについては一般紙に比べ詳細に報道されている。

## 朝雲新聞社
発行元の朝雲新聞社では、軍事関連の基礎的データ集である『防衛ハンドブック』、『国際軍事データ』、『アジアの安全保障』、『自衛隊装備年鑑』などの年鑑類、スケジュールや住所録以外にも秘密指定の無い情報を盛り込んだ『自衛隊手帳』も出版している。また、月刊で『自衛隊スポーツ』（ブランケット判・4頁）も発行している。また、防衛庁防衛研修所(当時)戦史室による『大東亜戦争公刊戦史』（通称『戦史叢書』）全102巻の出版でも知られる。